# Collegiata di San Tommaso da Villanova
La collegiata di San Tommaso da Villanova è il principale luogo di culto cattolico della città di Castel Gandolfo, in città metropolitana di Roma Capitale e sede suburbicaria di Albano,
Progettata da Gian Lorenzo Bernini su commissione di papa Alessandro VII, deve la propria importanza al vicino complesso delle Ville pontificie di Castel Gandolfo.
Mentre le Parrocchie pontificie di San Pietro e di Sant'Anna sono competenti circa la pastorale all'interno dello Stato della Città del Vaticano, la Parrocchia pontificia di San Tommaso da Villanova si occupa della pastorale circa il territorio delle Ville pontificie ovvero verso i relativi dipendenti. Entrambe le Parrocchie pontificie dipendono dal Vicariato generale per lo Stato della Città del Vaticano e Ville pontificie, il cui vicario è attualmente il cardinale Mauro Gambetti. La chiesa si trova difatti in zona extraterritoriale, come le attigue aree del Palazzo pontificio e delle Ville annesse.

## Storia
Papa Alessandro VII Chigi commissionò a Gian Lorenzo Bernini la costruzione di una chiesa a Castel Gandolfo, da utilizzarsi come cappella palatina dell'annesso Palazzo pontificio. Originariamente il luogo di culto doveva essere dedicato a san Nicola di Bari, ma successivamente fu deciso che fosse dedicato a Tommaso di Villanova, canonizzato il 1º novembre 1658.
I lavori iniziarono nel 1658 e si protrassero per tre anni, fino al 1661 quando, terminata la decorazione interna in stucco ad opera di Antonio Raggi, la chiesa venne consacrata.

## Descrizione

### Architettura
Il modello utilizzato dal Bernini è quello di una tipica chiesa cinquecentesca con pianta a croce greca ma stravolto secondo i canoni barocchi. L'impianto planimetrico di riferimento infatti è quello della chiesa di Santa Maria delle Carceri a Prato, realizzata nel 1485 da Giuliano da Sangallo, dove tutto è armonioso e canonico secondo lo schema rinascimentale di Brunelleschi e Alberti; Bernini invece verticalizza e dinamizza l'intero edificio conferendogli un forte slancio e un estremo dinamismo. Questo slancio verticalistico è infatti ben visibile all'esterno nella facciata, nella cupola e nella lanterna. Altro espediente interessante utilizzato dal Bernini per rendere la struttura ancora più dinamica è l'inserimento di paraste che fuoriescono nell'incontro tra le braccia.

### Struttura

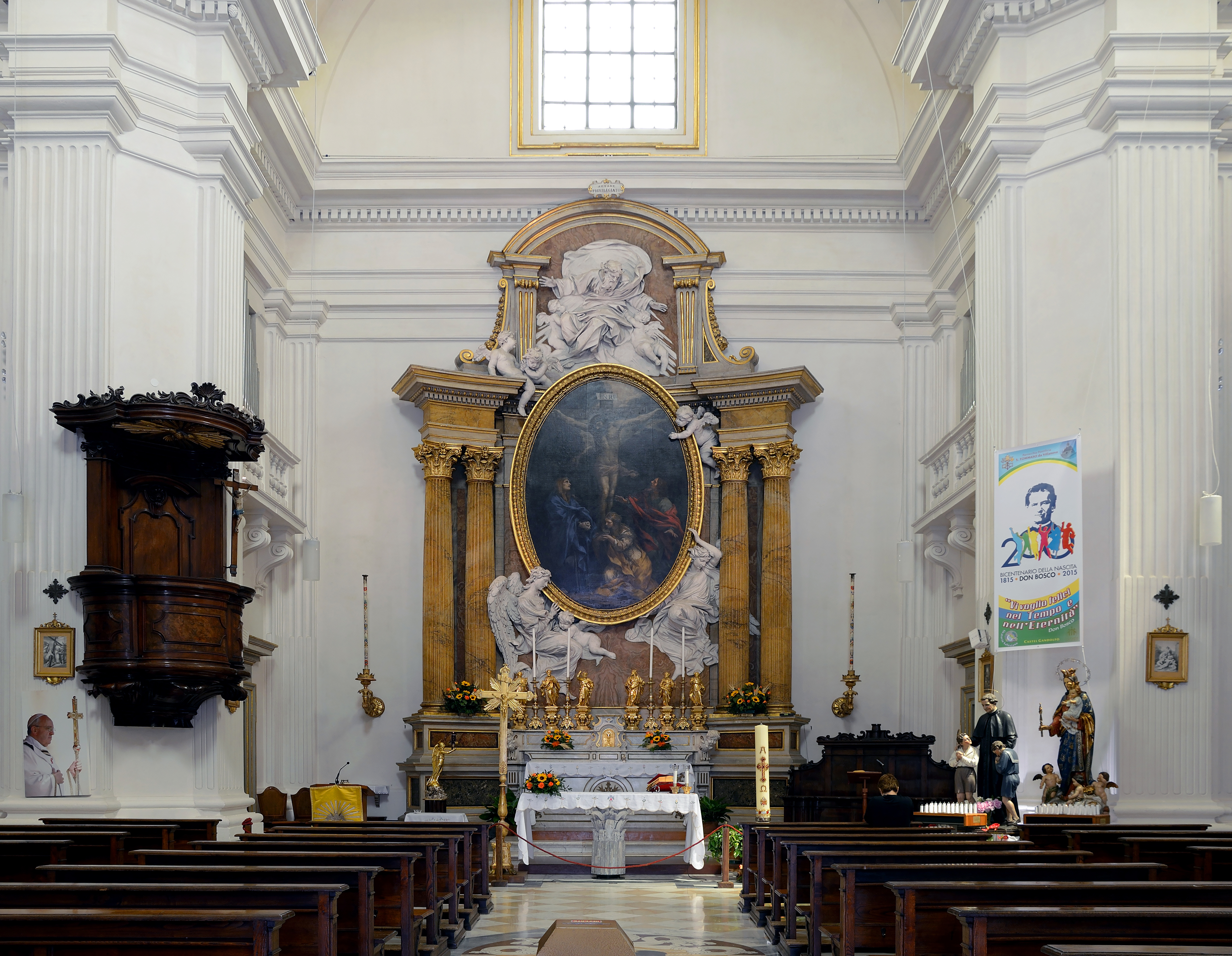
Interno

L'esterno della collegiata presenta, sulle facciate e sui fianchi, un cornicione continuo che li divide in due ordini sovrapposti, entrambi decorati con lesene tuscaniche binate poste in prossimità dello spigolo. La facciata, che dà sulla piazza, è a capanna, con in basso, al centro, un unico portale sormontato da un timpano semicircolare; nell'ordine superiore, invece, si apre un finestrone rettangolare. La facciata termina con un timpano triangolare all'interno del quale si trova lo stemma papale di Alessandro VII. Sul retro, si trova il campanile in ferro, con tre campane.
L'interno della chiesa presenta una pianta a croce greca, con i bracci, coperti con volta a botte, che presentano una larghezza pari al doppio della loro lunghezza (schema già presente in Santa Maria delle Carceri di Prato). La crociera è coperta da una cupola con tamburo e lanterna, decorata con otto tondi in stucco rappresentanti Scene della vita di San Tommaso di Villanova; nei pennacchi, invece, vi sono i Quattro Evangelisti. In ognuno dei due bracci del transetto, si trova un altare in marmo; quello di sinistra, dedicato alla Madonna, ospita la pala Assunzione di Maria, mentre quello di destra è dedicato a San Tommaso di Villanova. Nell'abside, vi è l'altare maggiore, con all'interno dell'ancona la pala Crocifissione di Pietro da Cortona.
Nell'elaborazione progettuale della cupola, Bernini fonde i due sistemi costruttivi conosciuti all'epoca: la cupola a cassettoni, proveniente dall'antichità e nello specifico individuabile nel Pantheon; e la cupola a costoloni, di ispirazione brunelleschiana, nella notissima cupola di Santa Maria del Fiore a Firenze.

### Organo a canne
L'organo a canne della collegiata è stato costruito dai Fratelli Ruffatti nel 1965 ed è alloggiato entro due stanze ai lati dell'abside, ciascuna delle quali si apre sulla chiesa con un coretto.
La trasmissione è elettrica e la consolle, mobile indipendente, è situata a pavimento nel transetto destro. La mostra di ciascun corpo è costituita da canne di principale disposte in cuspide unica fuori cassa.

## Galleria d'immagini

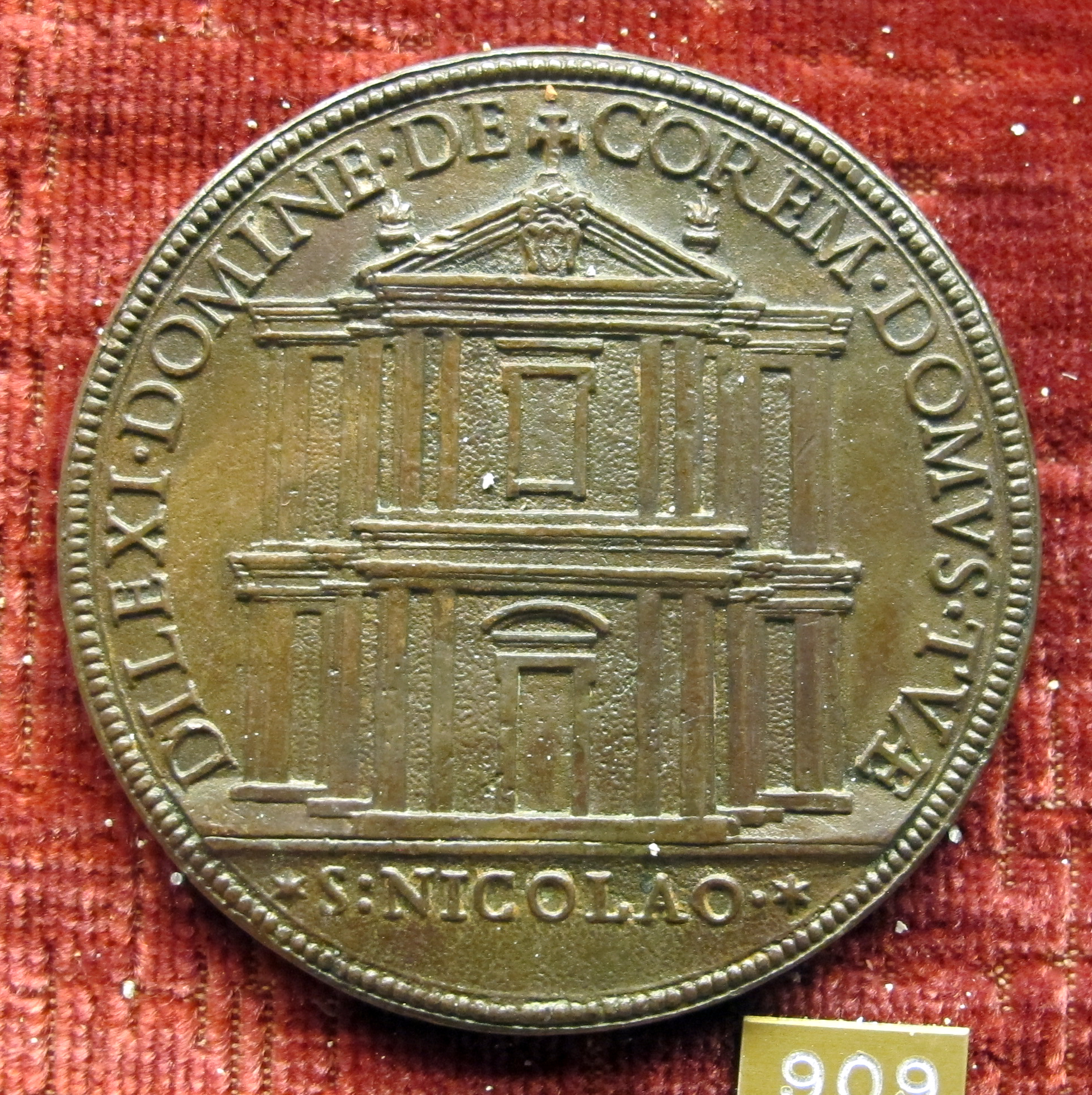
La chiesa sulla medaglia di Alessandro VII, di Gaspare Morone
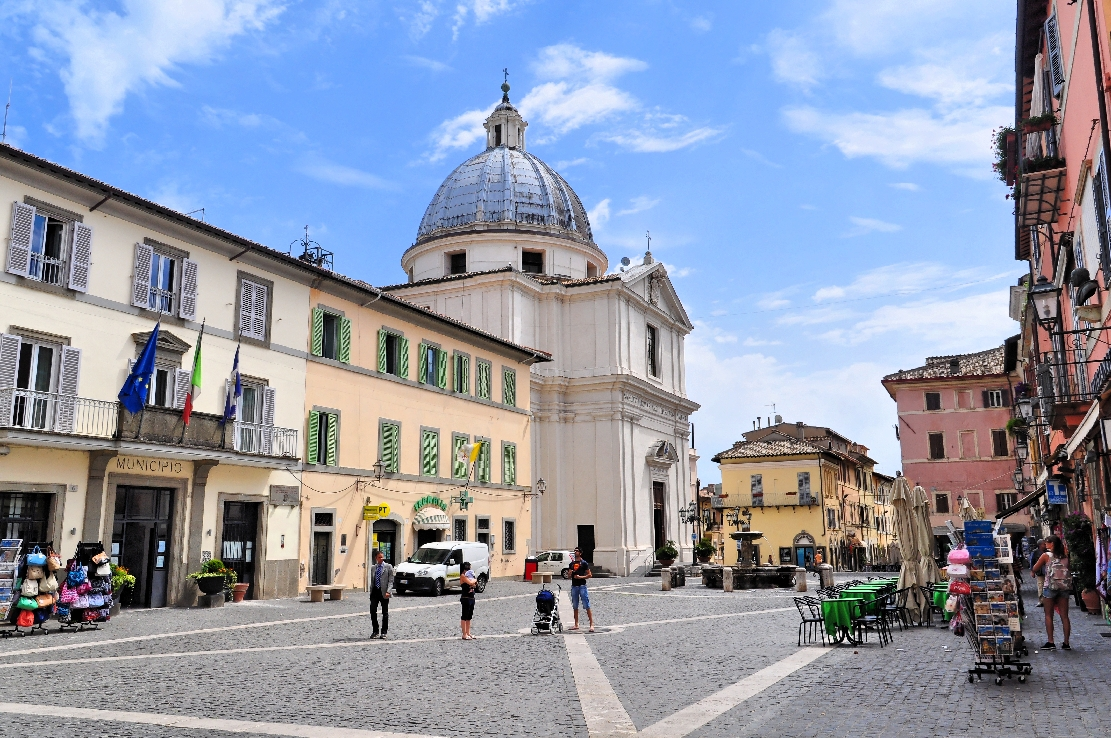
La piazza e la chiesa
L'interno della cupola
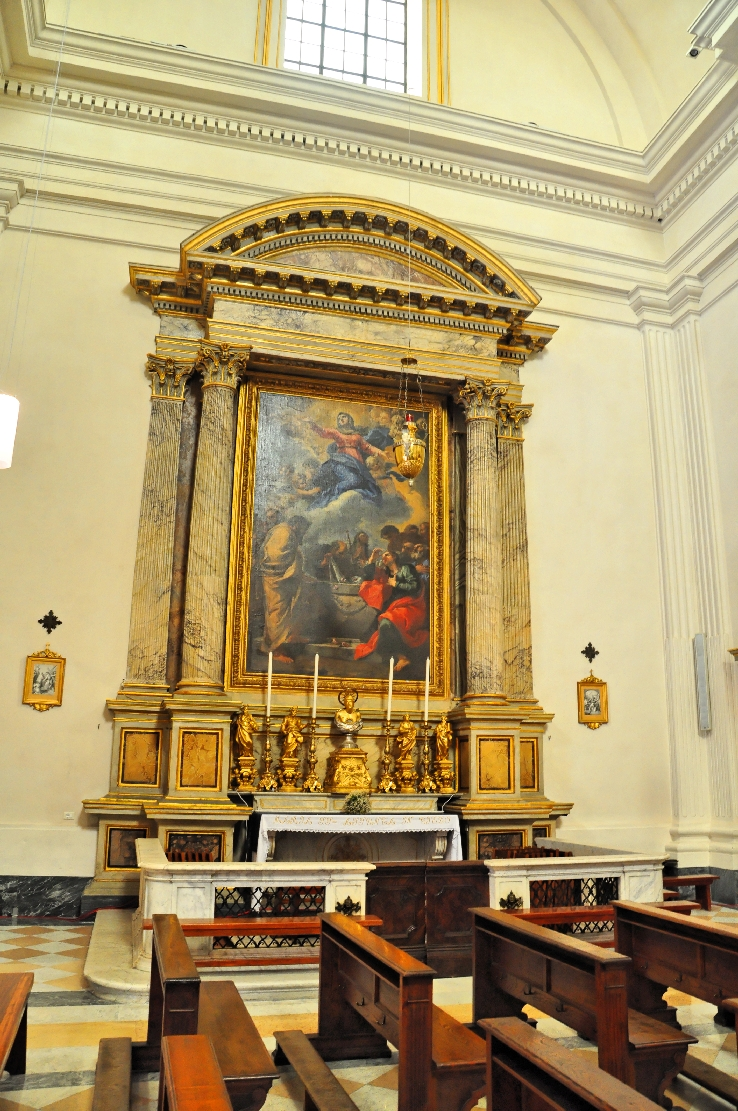
L'altare di sinistra
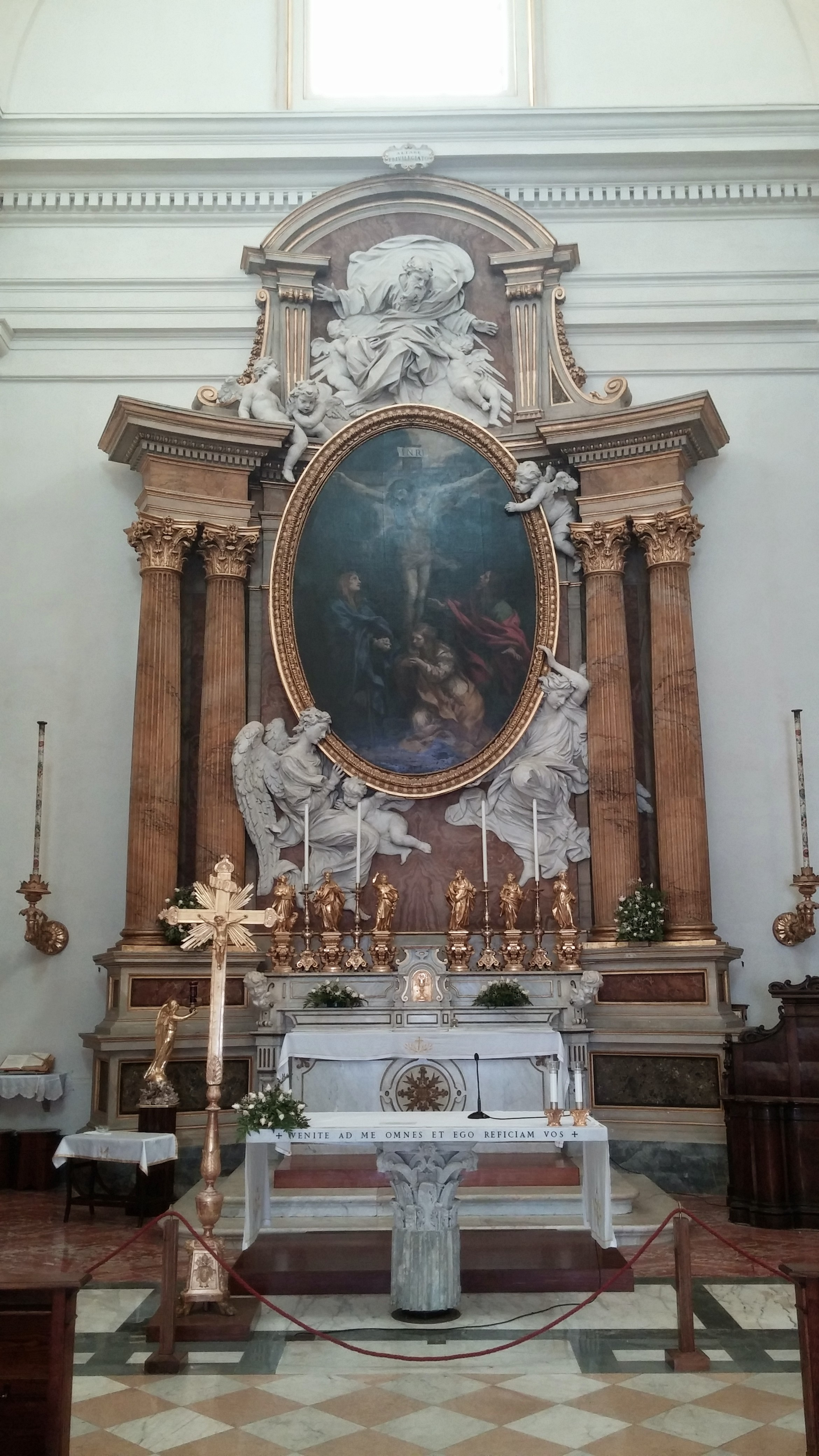
L'altare maggiore
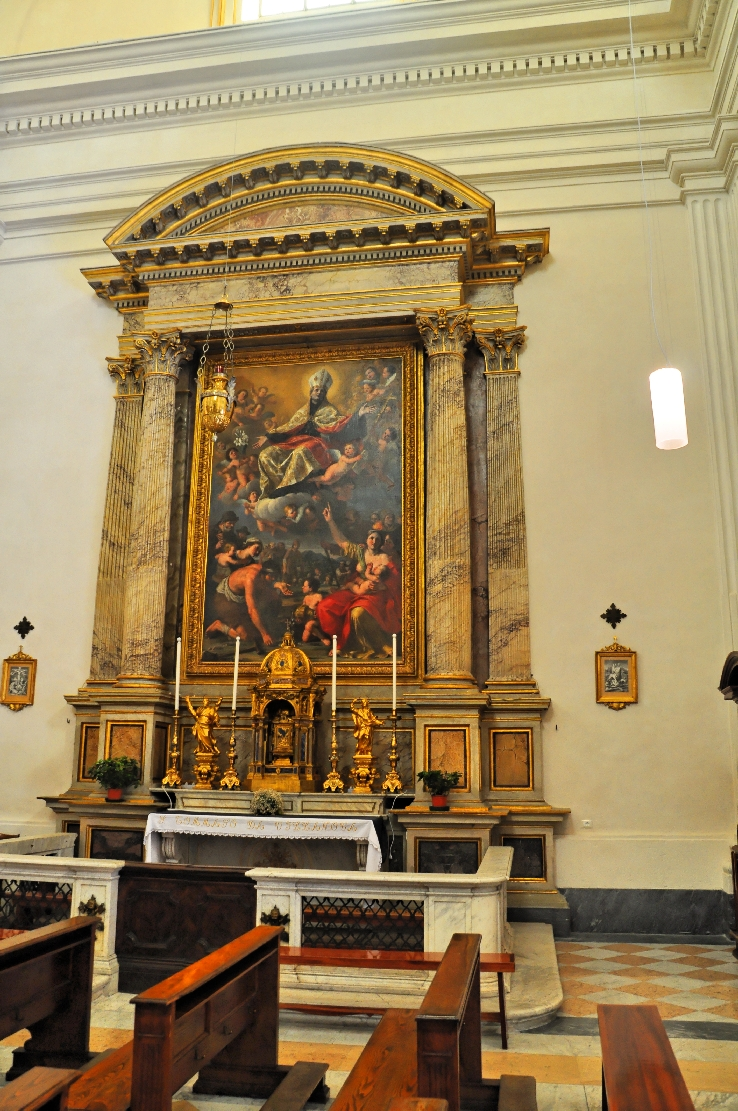
L'altare di destra
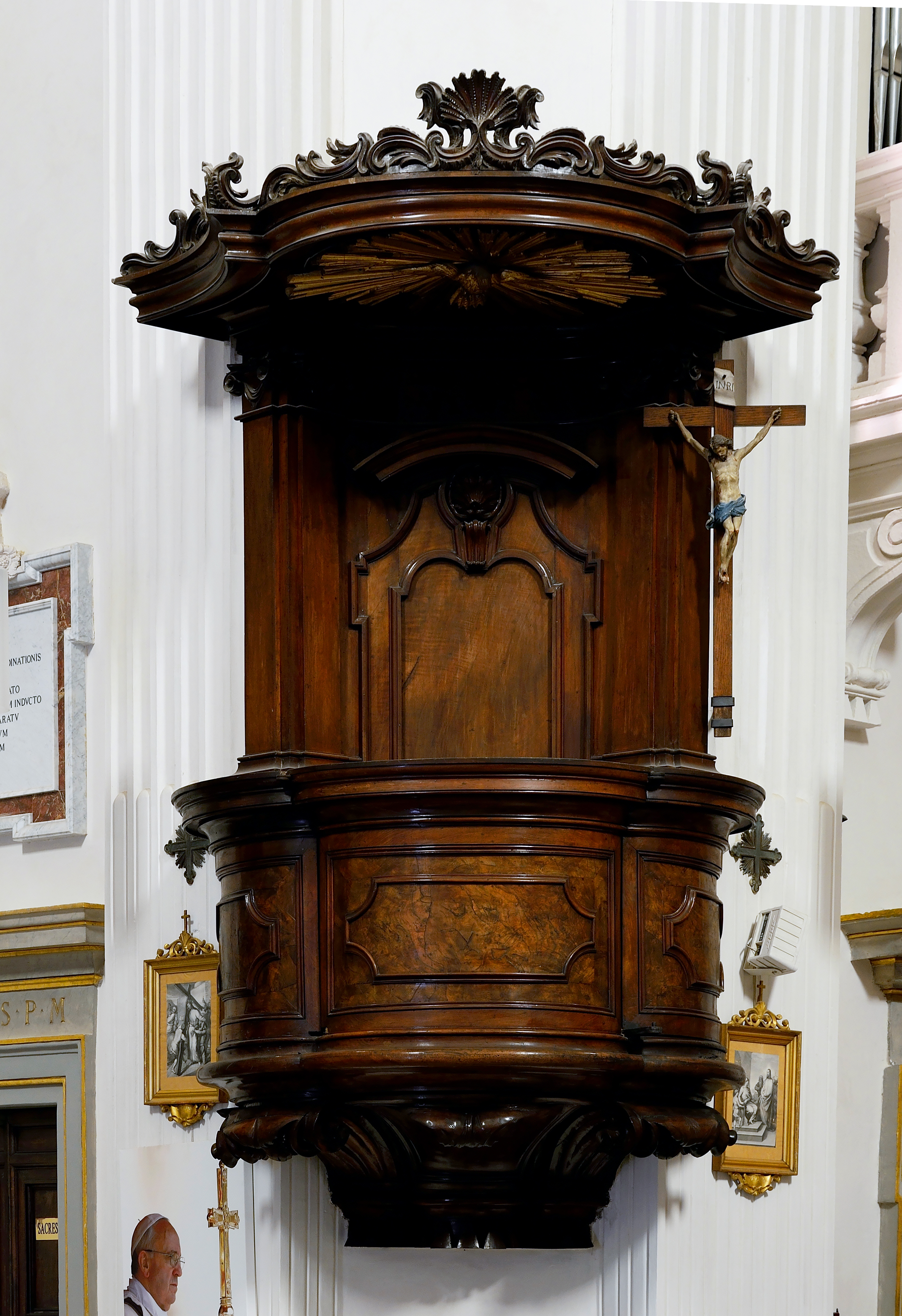
Il pulpito